# Берген, Фриц
Фриц Берген (нем. Fritz Bergen; 5 ноября 1857, Дессау — 9 января 1941, Мюнхен) — немецкий художник и график, один из наиболее востребованных книжных и журнальных иллюстраторов рубежа XIX—XX веков в Германии.

## Жизнь и творчество
Родился в семье режиссёра, актёра и сценического декоратора Людвига Бергена, служившего в придворном театре в Дессау. Сын Ф. Бергена — Клаус Берген — стал известным художником-маринистом.
Художественное образование Ф. Берген получил в лейпцигской Академии (1877—1879) и в Мюнхене (1879—1891), где затем и остался жить и работать. Ранее выполнял заказы в Дессау и в Штутгарте (в 1884—1885 годах), иллюстрируя сочинения Фридриха Хаклендера. Был членом Мюнхенского общества художников и Союза немецких иллюстраторов, основатель и председатель Южногерманского союза иллюстраторов. Работал иллюстратором для ряда общегерманских журналов (Die Gartenlaube, III. Zeitung, Vom Fels zum Meer, Neuer Dt. Jugendfreund, Töchteralbum) — в том числе детских и юношеских, а также для лейпцигских и штутгартских книжных издательств. Особенно интересны работы по иллюстрациям приключенческих романов: Карла Мая, Фенимора Купера, Чарльза Диккенса, Эжена Сю и др. Эти рисунки Ф. Бергена выходили потом и как репродукции (ксилографии, литографии, цветная печать). Писал также полотна масляными красками и гуашью, в первую очередь жанровые произведения в реалистическом стиле.

## Галерея

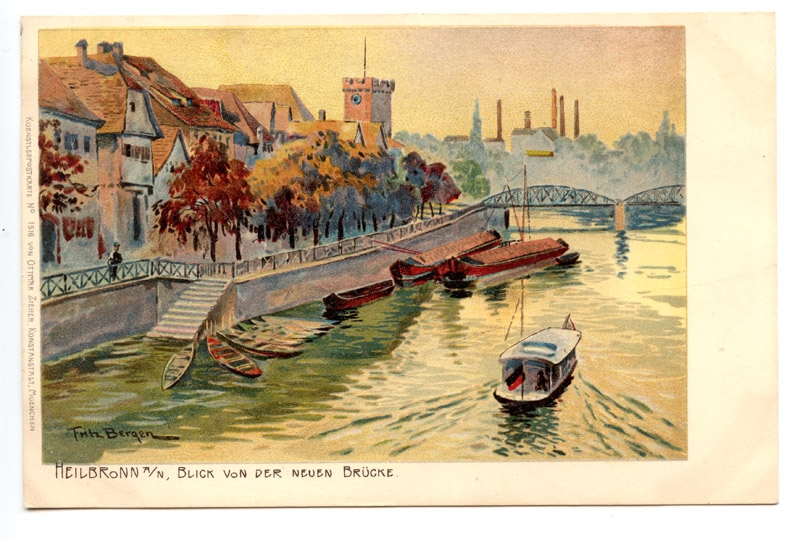
Хейльбронн, вид на Розенберг и сахарную завод
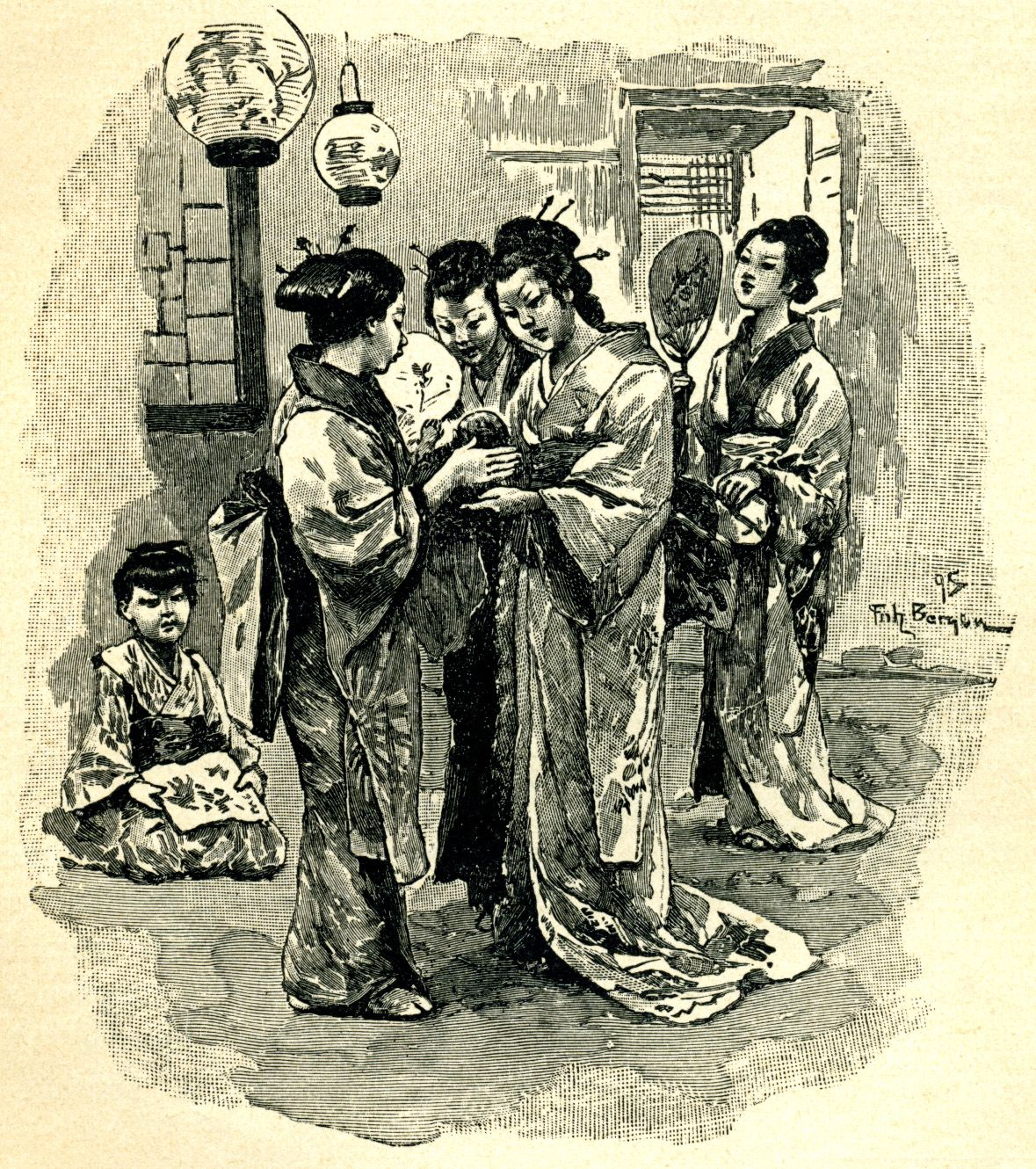
Поздравления с новорожденным (1895) (из книги «Япония и японцы (1902)»
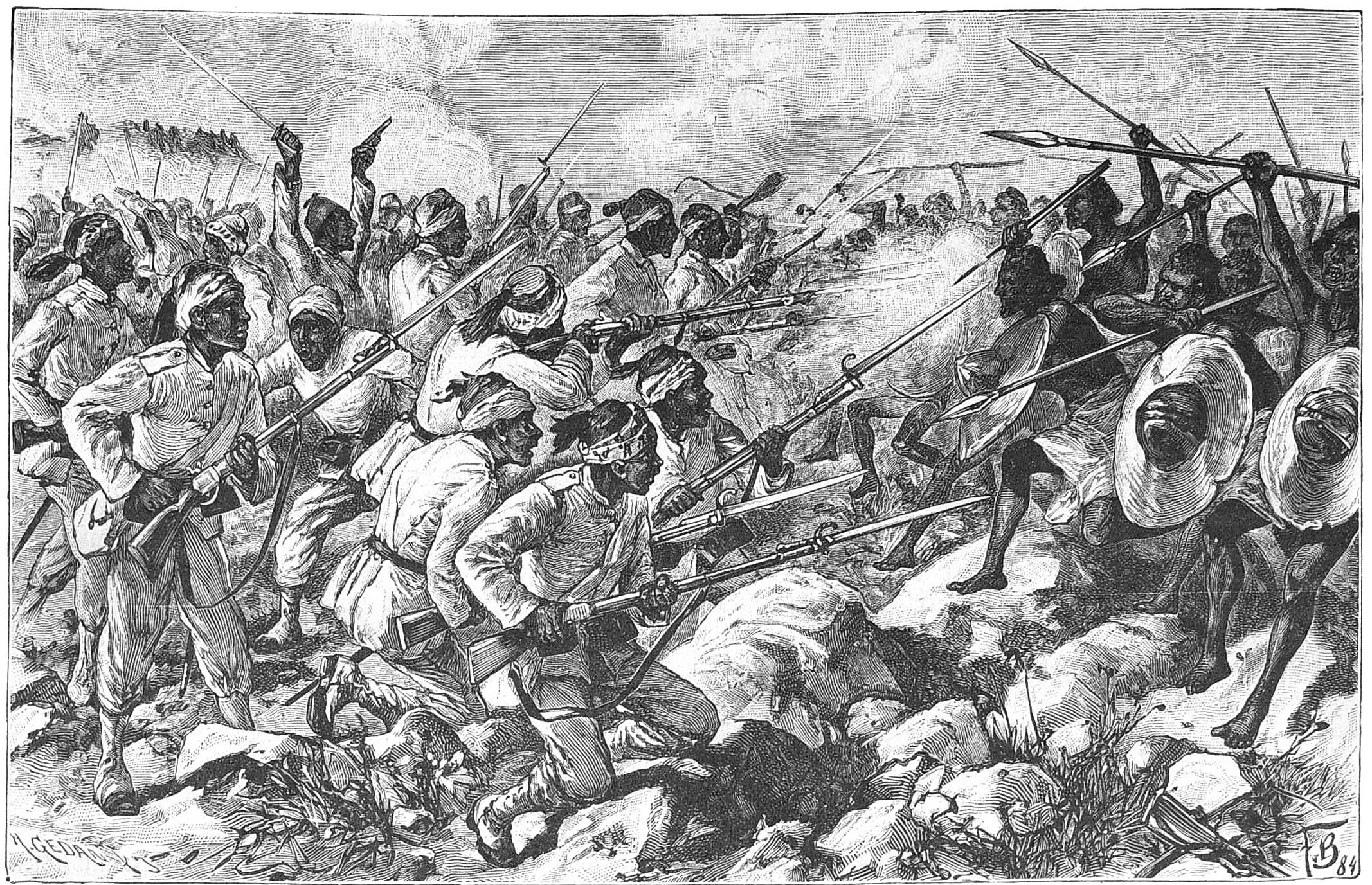
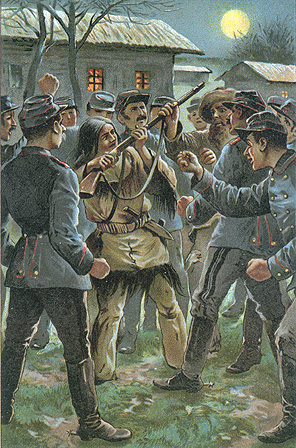
Иллюстрация к роману Ф. Пайекена Эндрю Браун Красный Шпион
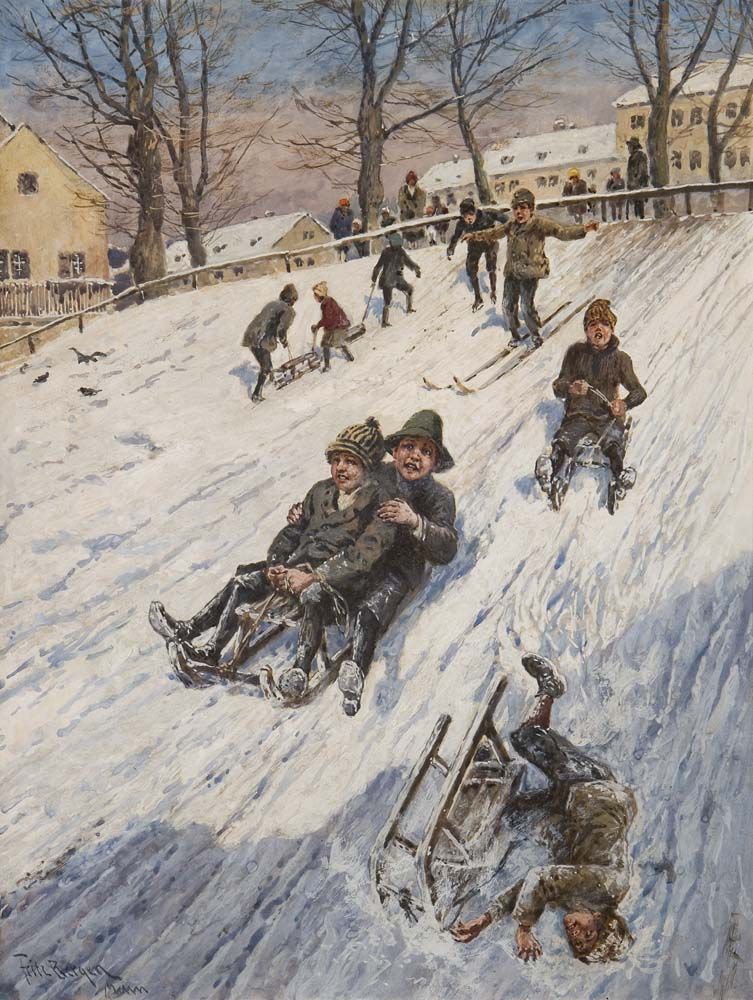
Катание на санках
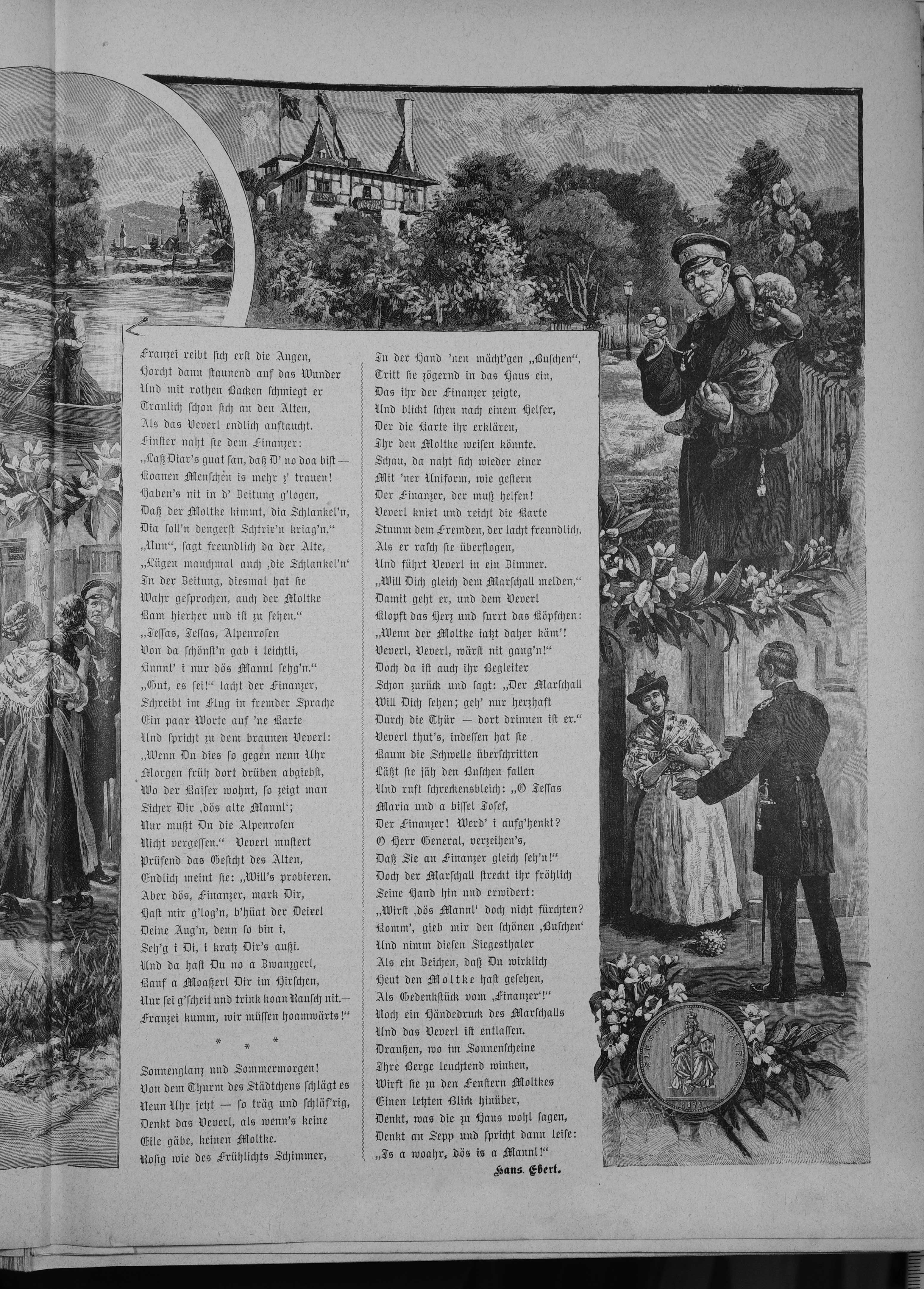
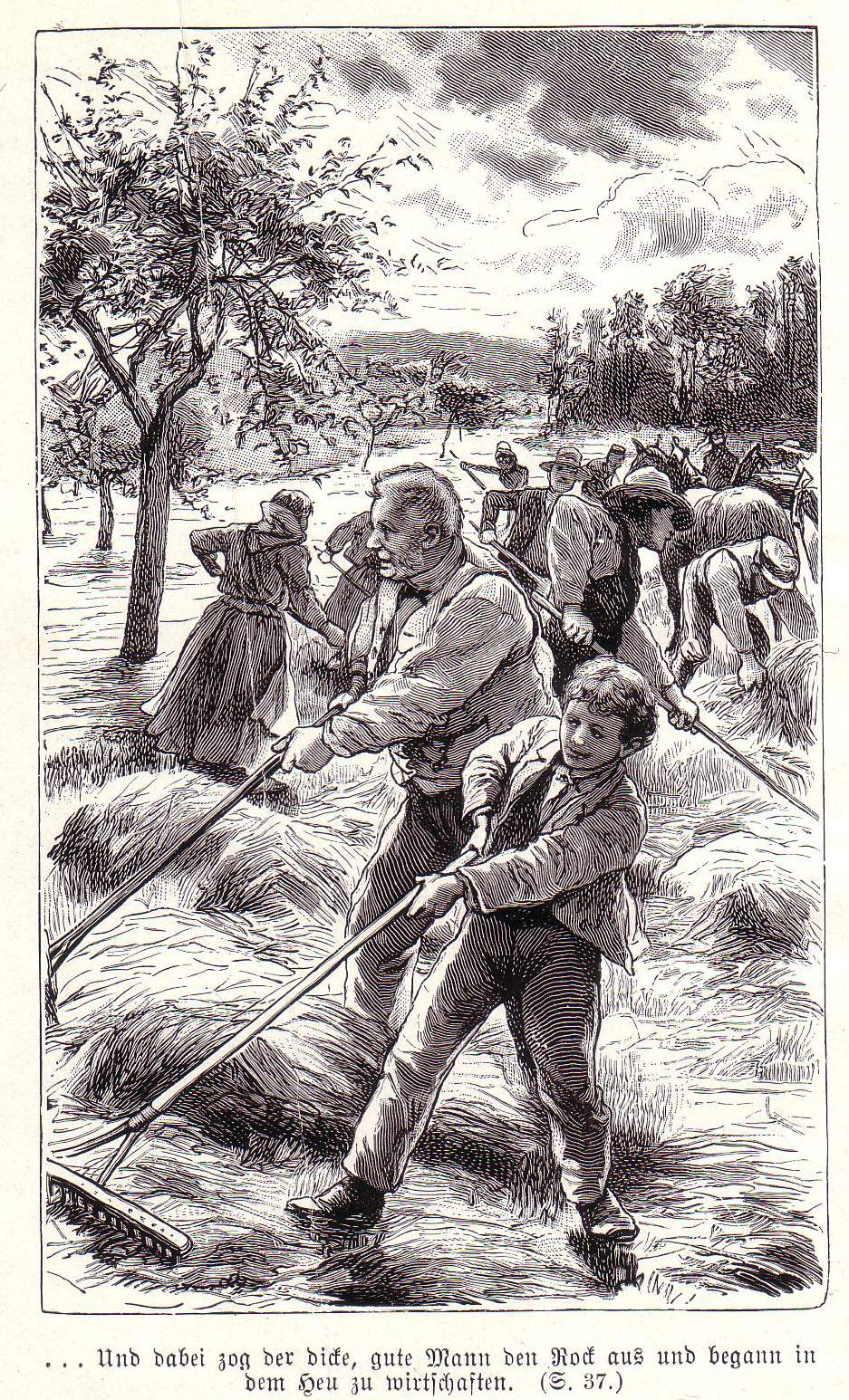
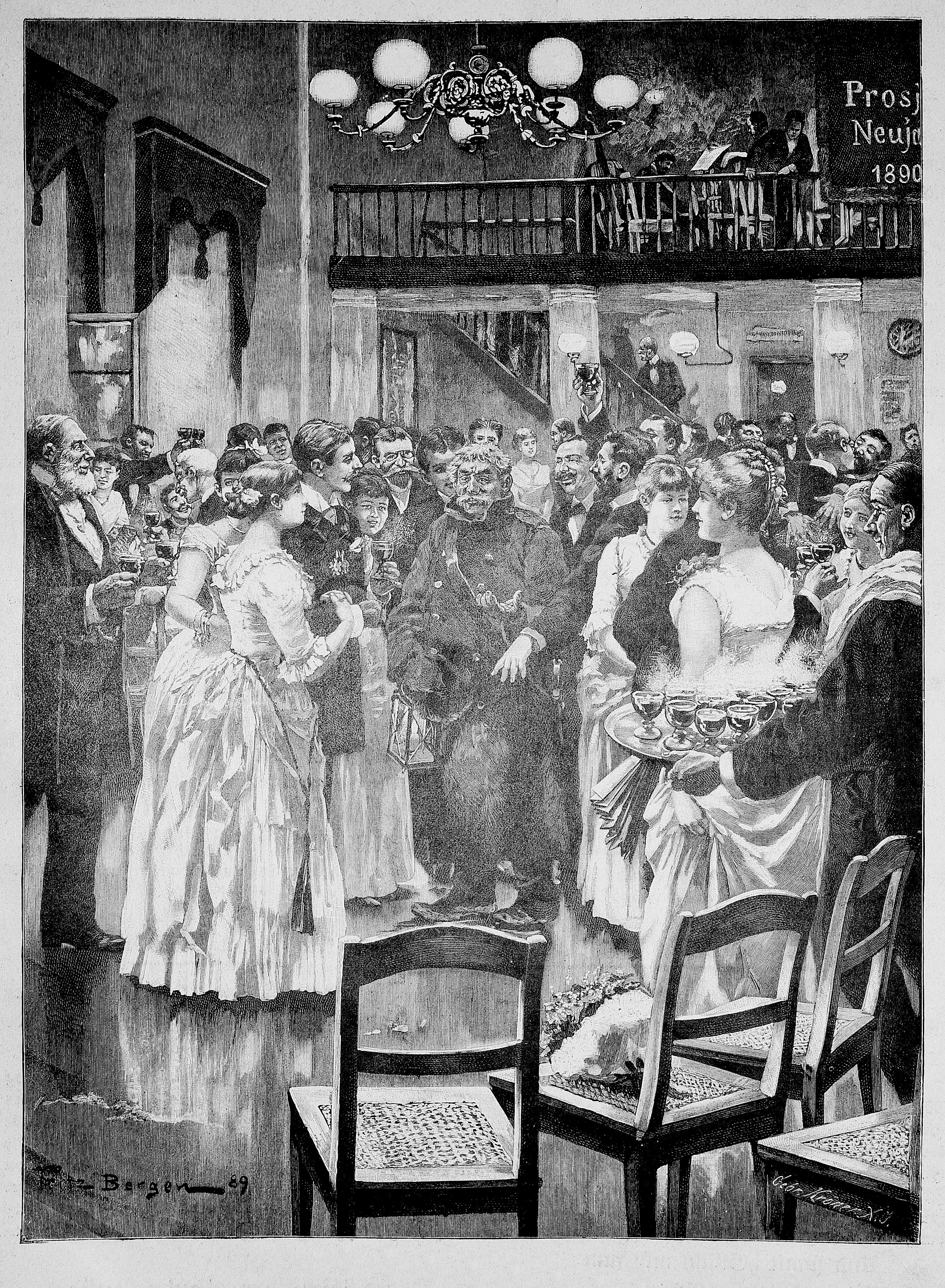
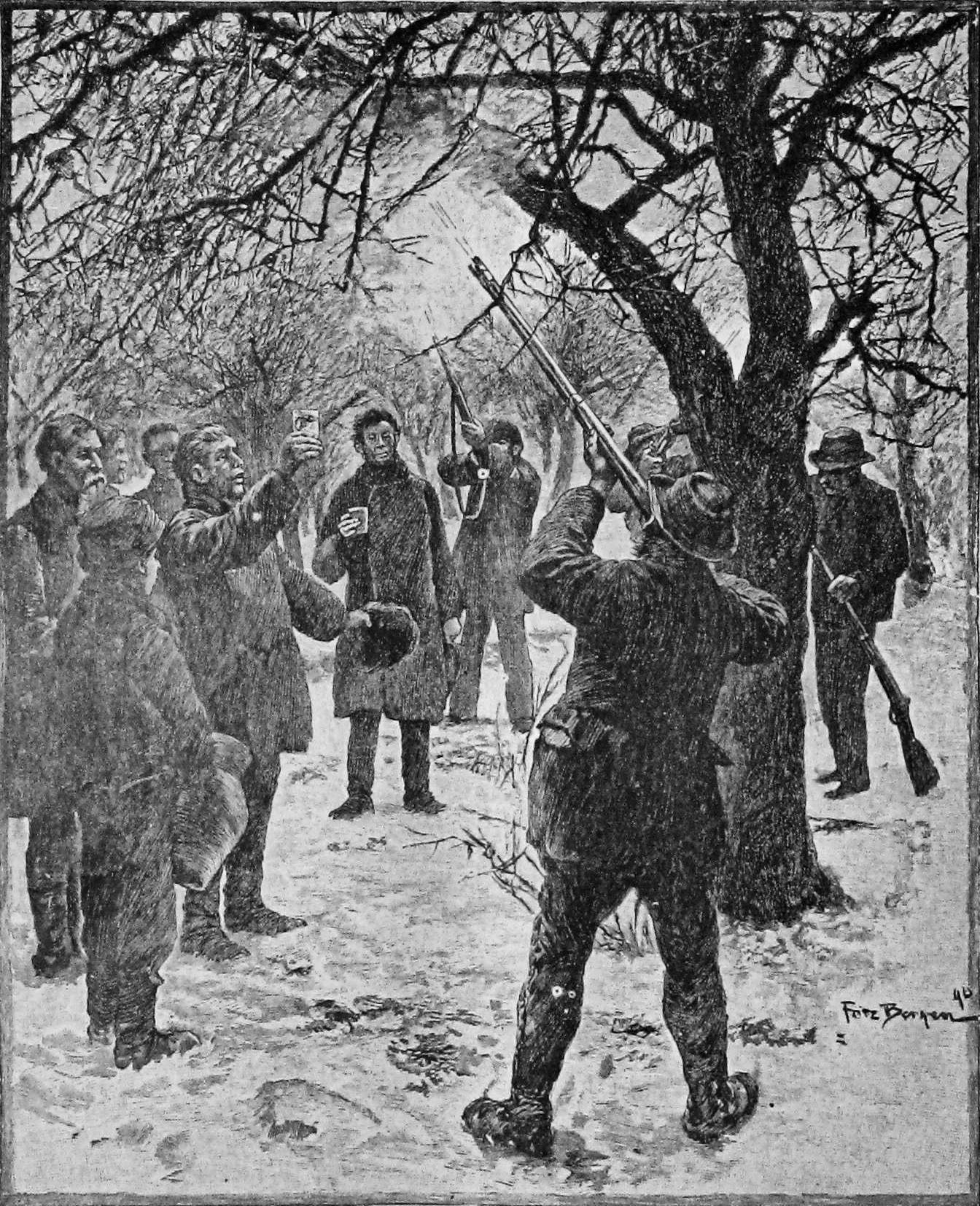
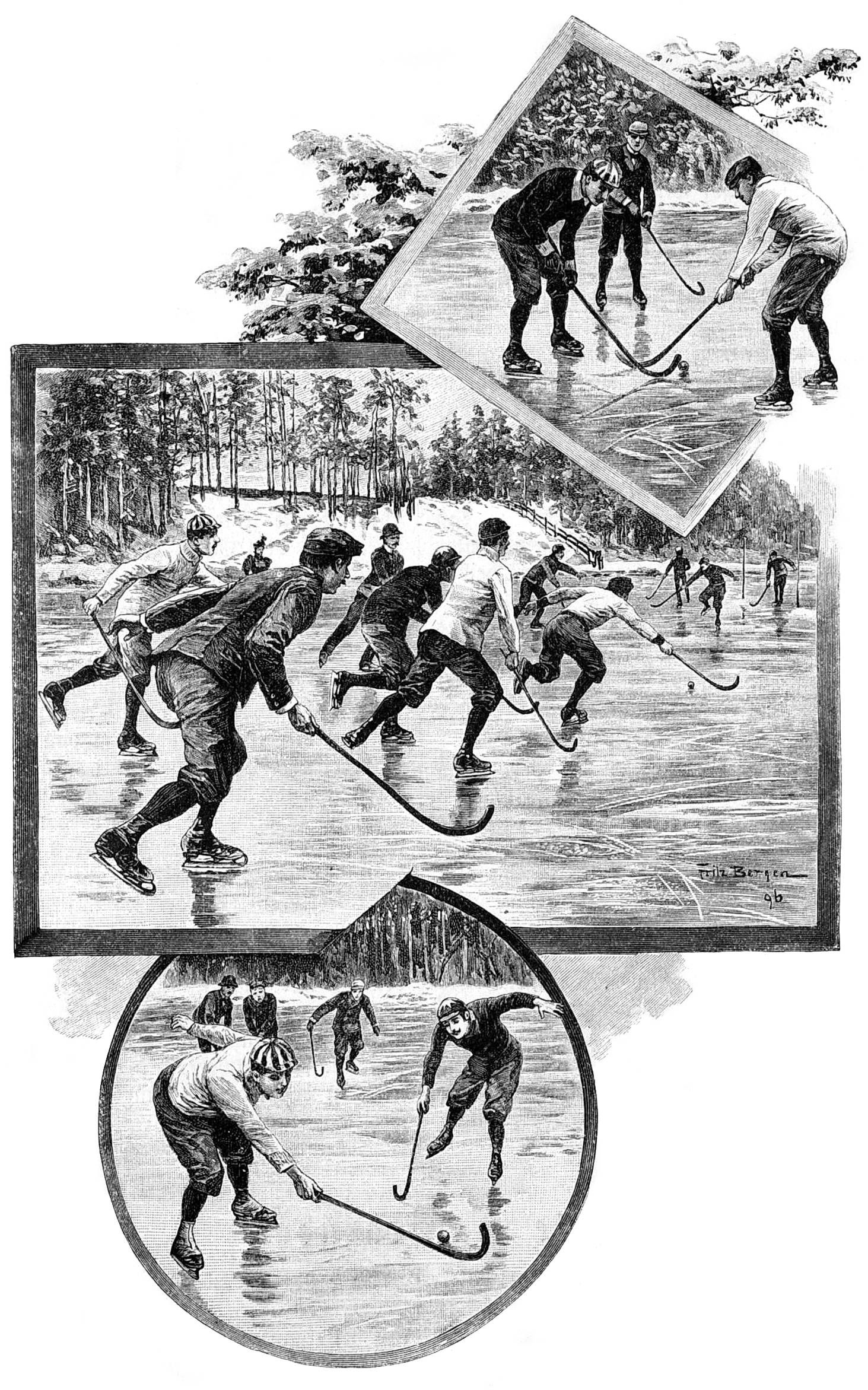